# A Tale of Thousand Stars
A Tale of Thousand Stars (estilizado como 1000 Stars em tailandês:  นิทานพันดาว; RTGS: Ni-than Phan Dao) é uma série de televisão tailandesa de drama e romance estrelada por Pirapat Watthanasetsiri (Earth) e Sahaphap Wongratch (Mix) baseada no livro do mesmo nome da autora Bacteria. A série segue Tian Sopasitsakun, que recebe um transplante de coração depois que a professora voluntário Torfun morre em um trágico acidente. Ao ler o diário de Torfun, Tian aprende sobre seu último desejo, que é contar mil estrelas com Phupha Viriyanon, um guarda-florestal.
Dirigido por Noppharnach Chaiwimol (Aof) e produzido pela GMMTV, é uma das doze séries de televisão da GMMTV anunciadas para 2020 durante o evento "New & Next" em 15 de outubro de 2019. Originalmente programado para lançamento em 2020, a série estreou no GMM 25 e LINE TV em 29 de janeiro de 2021. A série exibiu seu episódio final em 2 de abril de 2021 sendo substituída por Fish upon the Sky.

## Sinopse
A professora voluntária Torfun, morre em um trágico acidente, no qual seu coração é transplantado para o rapaz rico e rebelde, Tian. Após querer saber mais sobre a pessoa de quem recebeu seu novo coração, Tian encontra o diário de Torfun e com ele aprende sobre a sua vida, segredos, interesses, bem como sua promessa de contar mil estrelas com o guarda-florestal Phupha. Tian então decide seguir seus passos e completar seu sonho. Ele, como o novo professor voluntário, tenta fazer amizade com Phupha, mas o guarda é inicialmente frio com ele. À medida que os dois se aproximam lentamente, o coração de Tian bate rápido ao redor de Phupha, quando ele começa a se apaixonar por ele, assim como a dona anterior de seu coração. Mas com a área sendo perigosa, os dois podem manter sua promessa de mil estrelas?

## Elenco

### Protagonistas
- Pirapat Watthanasetsiri (Earth) como Phupha, guarda-florestal
- Sahaphap Wongratch (Mix) como Tian, novo voluntário

### Coadjuvantes
- Sarunchana Apisamaimongkol (Aye) como Torfun
- Nawat Phumphotingam (White) como Tul
- Krittanai Arsalprakit (Nammon) como Nam
- Thanawat Rattanakitpaisarn (Khaotung) como Longtae
- Nattharat Kornkaew (Champ) como Yod
- Sattabut Laedeke (Drake) como Rang
- Jakkrit Ammarat (Ton) como Teerayut (pai do Tian)
- Paweena Charivsakul (Jeab) como Lalita (mãe do Tian)
- Witaya Jethapai (Thanom) como Bianglae Khama (chefe da vila)
- Thanongsak Suphakan (Nong) como Sakda
- Phatchara Tubthong (Kapook) como Jeab (esposa do Nam)

## Episódios
| № | Exibição original       |
| 1 | 29 de janeiro de 2021   |
| Tian, um estudante universitário que usou o dinheiro de seus pais para levar uma vida livre, tem uma convulsão devido à miocardite e consegue sobreviver por meio de uma cirurgia de transplante. Interessado em saber quem foi o doador de coração que salvou sua vida, Tian descobre que uma mulher chamada Torfan é a doadora.                                                                                               |                         |
| 2 | 5 de fevereiro de 2021  |
| Interessada em Torfan, Tian se candidata como professor voluntário na vila de Pha Pun Dao, onde ela morava. Lá, ele conhece o Capitão Phupha da Guarda Florestal, que mora na vila. Na verdade, ele e Torfan se sentiram atraídos um pelo outro, mas Torfan morreu antes que eles pudessem começar algo sério. Phupha não informou a morte de Torfan, que era muito amada pelos aldeões, a ninguém além dos membros do pelotão. |                         |
| 3 | 12 de fevereiro de 2021 |
| Tian está preocupado de não ser um bom professor, Phupha o aconselha a se tornar uma pessoa mais próxima das pessoas da vila. Tian visita os lares das crianças todos os dias e gradualmente conversa com os moradores. No entanto, um dia, alguns aldeões tentam lhe vender folhas de chá barato, causando uma briga entre eles.                                                                                               |                         |
| 4 | 19 de fevereiro de 2021 |
| Por acaso Phupha vê a cicatriz de cirúrgica no peito de Tian depois de levá-lo para casa. Ocasionalmente, Tian fica confuso com as lembranças sobre Torfan. Por outro lado, Tian está preocupado com a lenda da vila de Pha Pun Dao que leu no diário de Tofan, que diz: "Se você puder contar mil estrelas no penhasco na véspera de Ano Novo, seu desejo se tornará realidade".                                               |                         |
| 5 | 26 de fevereiro de 2021 |
| Tian pede a Phupha que o leve até o penhasco, o ponto turístico lendário da vila. Quando questionado sobre o ferimento no peito, ele responde que havia feito uma cirurgia no coração, mas não revela sua relação com Torfan. No dia seguinte, Tian se encontra com Tul na cidade e esbarra com o aldeão que havia brigado antes e descobre que é um subordinado de Sakda, uma pessoa poderosa na cidade.                       |                         |
| 6 | 5 de março de 2021      |
| Tian tem uma convulsão. Longtae entra na sala para ajudá-lo e acaba encontrando uma droga imunossupressora para tomar após um transplante de coração, o diário de Torfan e descobre o segredo de Tian. Por outro lado, Tian se sente responsável quando descobre que o vendedor que compra folhas de chá deixou de vir à vila por causa da briga anterior e luta para ganhar dinheiro para a vila.                              |                         |
| 7 | 12 de março de 2021     |
| Como uma nova fonte de renda, Tian e seus amigos fizeram sacos de perfume usando folhas de chá da vila. No entanto, a escola primária pega fogo. Sabendo que foi um incêndio criminoso dos capangas de Sakda para machucar Tian, Phupha sugere que Tian fique em sua casa. À medida que Tian aprofundava seu relacionamento com os aldeões, ele se preocupa que Torfan seja esquecida.                                          |                         |
| 8 | 19 de março de 2021     |
| Nam ao investigar Tian, descobre não apenas que o doador do órgão foi Torfan, mas também que Tian esteve envolvido no acidente de carro em que ela morreu. Ao mesmo tempo, Tian foi convidado a fazer um discurso em uma cerimônia comemorativa da reconstrução da escola primária, e ele decidiu contar aos moradores sobre sua conexão com Torfan.                                                                            |                         |
| 9 | 26 de março de 2021     |
| Sakda, que deveria ter fugido do país depois que seu envolvimento no incêndio criminoso, é visto comprando aldeões e cometendo um novo delito. Tian testemunha a cena, o persegue para obter provas, mas é pego por seus comparsas. A Guarda Florestal, incluindo o Phupha, vai atrás de Sakda e começa um tiroteio que acaba atingindo Phupha enquanto protegia o Tian.                                                        |                         |
| 10 | 2 de abril de 2021      |
| Devido a um forte pedido de seus pais, Tian decide retornar para Bangkok depois de terminar seu período voluntário na vila. Na véspera de Ano Novo, ele vai até o penhasco do conto de: "Se você pode contar mil estrelas, seu desejo se tornará realidade", e começa a contar as estrelas com um sentimento de compensação por Torfan. Phupha aparece no local.                                                                |                         |

## Trilha sonora
1. "นิทานพันดาว" — Napat Injaiuea (3:41)[17]
2. "สายตาโกหกไม่เป็น" — Pirapat Watthanasetsiri (3:13)[18]
3. "นิทานพันดาว (ทอฝัน Version)" — Sarunchana Apisamaimongkol (3:15)[19]
4. "นิทานพันดาว (ภูผา Version)" — Pirapat Watthanasetsiri (3:45)[20]
5. "นิทานพันดาว (เธียร Version)" — Sahaphap Wongratch (3:45)[21]

## Distribuição internacional

### Reprise
A Tale of Thousand Stars teve uma reprise todas as sextas-feiras a domingos de 3 a 24 de setembro de 2021 na GMM 25, substituindo as reprises de The Series e Still 2gether. A série foi substituída pela reprise de sua série sucessora, Fish upon the Sky em seu horário.

### Exibição internacional
Na Filipinas a produtora Dreamscape Entertainment anunciou em 10 de setembro de 2020 que havia adquirido os direitos de distribuição de cinco séries de televisão da GMMTV, que incluíam A Tale of Thousand Stars e que iria ser exibido no streaming no iWantTFC a partir de 29 de janeiro de 2021, simultaneamente com a Tailândia.
Em Taiwan a plataforma de streaming LINE TV transmitiu simultaneamente com a Tailândia a partir de 29 de janeiro de 2021.